# Journal of Polymer Science Part A: Polymer Chemistry
Journal of Polymer Science Part A: Polymer Chemistry (abrégé en J. Polym. Sci. Pol. Chem.) est une revue scientifique à comité de lecture. Ce bimensuel publie des articles de recherches originales sur la préparation et les propriétés des polymères.
D'après le Journal Citation Reports, le facteur d'impact de ce journal était de 3,543 en 2012. Actuellement, les directeurs de publication sont Mitsuo Sawamoto (Université de Kyōto, Japon), Virgil Percec (Université de Pennsylvanie, États-Unis), Craig J. Hawker (Université de Californie à Santa Barbara, États-Unis), Karen L. Wooley (Texas A&M University, États-Unis) et E. W. Meijer (Université technique d'Eindhoven, Pays-Bas).

## Histoire
Le journal est fondé en 1946 par Paul M. Doty, Herman F. Mark et C. C. Price sous le titre Journal of Polymer Science. Au cours de son histoire, le journal a changé plusieurs fois de nom:
- Journal of Polymer Science, 1946-1962  (ISSN 0022-3832)
- Journal of Polymer Science Part A : General Papers, 1963-1965  (ISSN 0449-2951)
- Journal of Polymer Science Part A-2 : Polymer Chemistry, 1966-1972  (ISSN 0449-296X)
- Journal of Polymer Science : Polymer Chemistry Edition, 1972-1985  (ISSN 0360-6376)
- Journal of Polymer Science Part A : Polymer Chemistry, 1986-en cours  (ISSN 0887-624X)

En parallèle s'est développé la série concernant la physique des polymères :
- Journal of Polymer Science Part B: Polymer Physics